# Február 28.
Február 28. az év 59. napja a Gergely-naptár szerint. Az évből még 306 (szökőévekben 307) nap van hátra. A Julián-naptárban ez az év utolsó napja.
Névnapok: Elemér + Antónia,  Antoniett, Antonietta, Ilmár, Oszvald, Ozsvát, Román. Szökőévben e napon 27-e névnapjai vannak, míg a maiak 29-re kerülnek át.

## Események

### Politikai események
- 1947 – Szászország tartomány létrehozása.
- 1986 – Olof Palme svéd miniszterelnököt Stockholm belvárosában közvetlen közelről lelövik. A gyilkosság indítéka ismeretlen, az elkövetőt máig nem sikerült kézre keríteni.
- 1988 – a Szovjetunióban fekvő Szumgaitban (ma: Sumqayıt, Azerbajdzsán) véres, 32 halálos áldozattal járó pogrom zajlik a helyi örmény lakosság ellen. Az esetet a hegyi-karabahi háború egyik első kiváltó eseményének tekintik.
- 1994 – Az ENSZ által Bosznia-Hercegovina fölött elrendelt tiltott repülési zónában a Szövetség repülői lelőnek – a tilalmat megsértő – négy harci repülőgépet.
- 2010 – Parlamenti választást tartanak Tádzsikisztánban.
- 2013 – XVI. Benedek pápa pontifikátusának vége.

### Tudományos és gazdasági események
- 1997 – Kitör a „Postabank-pánik”.
- 2007 – A New Horizons Pluto-kutató űrszonda elhalad a Jupiter mellett.

### Kulturális események
- 2008 – Bezár a Kultiplex, Ferencváros kedvelt szórakozóhelye.

#### Irodalmi, színházi és filmes események
- 1835 – Elias Lönnrot finn néprajztudós közzétette az első Kalevala-kötethez írt előszavát.

### Egyéb események
- 2010 – 23 óra 25 perckor fényes tűzgömb robbant Magyarország keleti vidékei fölött.

## Születések
- 1155 – Henrik angol kiskirály († 1183)
- 1552 – Jobst Bürgi vagy Joost Bürgi svájci órásmester és matematikus († 1632)
- 1553 – Michel de Montaigne francia író, filozófus († 1592)
- 1672 – Aachs Mihály magyar író, iskolaigazgató († 1711)
- 1683 – René Antoine Ferchault de Réaumur francia természettudós († 1757)
- 1743 – René Just Haüy francia mineralógus († 1822)
- 1751 – Stjepan Zanović „Albánia hercege”, dalmáciai kalandor, költő és író († 1786)
- 1808 – Elias Parish Alvars angol zeneszerző, hárfaművész († 1849)
- 1823 – Ernest Renan francia filozófus és író († 1892).
- 1833 – Alfred von Schlieffen porosz katonatiszt, német császári vezérkari tábornagy († 1913)
- 1843 – Dapsy László magyar biológus († 1890)
- 1865 – Baross Károly agrárpolitikus, gazdasági író, szerkesztő († 1905)
- 1883 – Somlay Artúr Kossuth-díjas magyar színész, színészpedagógus († 1951)
- 1886 – Rácz Aladár Kossuth-díjas cimbalomművész († 1958)
- 1889 – Vaclav Nyizsinszkij ukrajnai születésű orosz balett-táncos († 1950)
- 1893 – Ben Hecht amerikai forgatókönyvíró, rendező, producer, író, és regényíró († 1964)
- 1895 – Marcel Pagnol francia író, drámaíró, akadémikus († 1974)
- 1896 – Philip Showalter Hench Nobel-díjas amerikai orvos, patológus († 1965)
- 1899 – Lill János magyar hajógép-üzemvezető, műszaki tisztviselő, országgyűlési képviselő († ?)
- 1901 – Linus Pauling kémiai és béke Nobel-díjas amerikai kémikus († 1994)
- 1901 – Vadász Endre magyar festőművész, grafikus († 1944)
- 1903 – Vincente Minnelli amerikai rendező († 1986)
- 1904 – Tabák Lajos magyar fotográfus († 2007)
- 1908 – Albert Scherrer svájci autóversenyző († 1986)
- 1912 – Alfonzó magyar artista, színész, humorista († 1987)
- 1914 – Élie Bayol francia autóversenyző († 1995)
- 1915 – Sir Peter Brian Medawar Nobel-díjas angol zoológus, anatómus († 1987)
- 1915 – Zero Mostel amerikai színész († 1977)
- 1919 – Antonio Creus spanyol autóversenyző († 1996)
- 1923 – Charles Durning amerikai filmszínész († 2012)
- 1925 – Louis Nirenberg kanadai matematikus († 2020)
- 1926 – Szvetlana Joszifovna Allilujeva, Joszif Visszarionovics Sztálin lánya († 2011)
- 1928 – Ramaz Cshikvadze grúz színész († 2011)
- 1930 – Leon Cooper Nobel-díjas amerikai fizikus
- 1932 – Đoko Rosić szerb-bolgár színész († 2014)
- 1932 – Don Francks kanadai színész († 2016)
- 1933 – Radics Gyula magyar színész († 1992)
- 1933 – Sidney J. Furie kanadai filmrendező
- 1936 – Balogh Mária Aranytoll-díjas újságíró, szerkesztő, az első magyar női tévériporter, a Magyar Televízió örökös tagja († 2021)
- 1937 – Magda Gabi magyar színésznő
- 1940 – Mario Andretti amerikai autóversenyző, a Formula–1 egyszeres (1978) világbajnoka
- 1942 – Brian Jones angol zenész, a Rolling Stones tagja († 1969)
- 1943 – Wisinger István magyar újságíró, médiaszociológus, a MÚOSZ elnöke
- 1946 – Kispál Ferenc politikus, képviselő
- 1948 – Mike Figgis angol filmrendező, forgatókönyvíró, zeneszerző
- 1948 – Mercedes Ruehl amerikai színésznő
- 1948 – Bernadette Peters amerikai színésznő, énekesnő
- 1948 – Rimóczi Imre magyar mikológus, egyetemi tanár
- 1949 – Rostás-Farkas György magyar író, műfordító
- 1953 – Ingo Hoffmann brazil autóversenyző
- 1957 – John Turturro Emmy-díjas amerikai színész
- 1961 – Rae Dawn Chong kanadai színésznő
- 1961 − Mertz Tibor Jászai Mari-díjas magyar színész
- 1966 − Philip Reeve angol író, illusztrátor
- 1969 – Robert Sean Leonard amerikai színész
- 1971 – Homonnay Zsolt magyar színész
- 1976 – Ali Larter amerikai színésznő és modell
- 1978 – Robert Heffernan ír atléta, gyalogló
- 1979 – Ivo Karlović horvát teniszező
- 1979 – Sébastien Bourdais (Sébastien Olivier Bourdais) francia autóversenyző
- 1979 – Vindisch Ferenc vízilabdázó
- 1983 – Tim Redwine amerikai színész
- 1983 – Sara Nordenstam norvég úszónő
- 1983 – Király Linda amerikai-magyar énekesnő
- 1985 – Jelena Janković szerb teniszezőnő
- 1987 – Földes Eszter magyar színésznő
- 1989 – Wunderlich József magyar színész, énekes
- 1991 – Sarah Bolger ír színésznő
- 1993 – Emmelie de Forest dán énekesnő, a 2013-as Eurovíziós Dalfesztivál győztese
- 1996 – Márkus Luca magyar színésznő

## Halálozások
- 1621 – II. Cosimo de’ Medici toszkánai nagyherceg (* 1590)
- 1697 – Haller János erdélyi magyar politikus, író, műfordító (* 1626)
- 1812 – Hugo Kołłątaj lengyel tudós, pap, politikus és államférfi (* 1750)
- 1852 – Beszédes József vízépítő mérnök, a Magyar Tudományos Akadémia levelező tagja (* 1787)
- 1869 – Alphonse de Lamartine francia romantikus költő, liberális politikus, (* 1790)
- 1883 – Louis-Adolphe Bertillon francia statisztikus, mikológus (* 1821)
- 1897 – Torma Károly magyar régész, országgyűlési képviselő, az MTA tagja (* 1829)
- 1932 – Ambrus Zoltán író (* 1861)
- 1933 – Lilla Cabot Perry amerikai impresszionista festőnő (* 1848)
- 1936 – Charles J. H. Nicolle Nobel-díjas francia orvos, bakteriológus (* 1866)
- 1946 – Imrédy Béla magyar miniszterelnök (kivégezték) (* 1891)
- 1956 – Riesz Frigyes magyar matematikus, egyetemi tanár, a Magyar Tudományos Akadémia tagja (* 1880)
- 1957 – Kadić Ottokár geológus, paleontológus, egyetemi tanár (* 1876)
- 1964 – Tim Mayer amerikai autóversenyző (* 1938)
- 1966 – Elliot See (* 1927) és Charles Bassett (* 1931) amerikai űrhajósok
- 1967 – Tóth Péter kétszeres olimpiai bajnok vívó (* 1882)
- 1972 – Barna Viktor huszonkétszeres világbajnok asztaliteniszező (* 1911)
- 1986 – Olof Palme svéd miniszterelnök (* 1927)
- 2001 – Charles Pozzi francia autóversenyző (* 1909)
- 2006 – Kaló Flórián Jászai Mari-díjas magyar színművész, érdemes művész (* 1932)
- 2006 – Lussa Vince magyar fotográfus (* 1924)
- 2008 – Flórián Tibor magyar röplabdázó (* 1938)
- 2011 – Annie Girardot francia színésznő (* 1931)
- 2016 – George Kennedy Oscar-díjas amerikai színész (* 1925)

## Ünnepek, emléknapok, világnapok
- A ritka betegségek napja[1] (Szökőévben február 29-én.)
- Finnország: a Kalevala napja
- India: A tudomány napja
- Spanyolország – Andalúzia napja
- Tajvan: A béke napja